# Internação
Internação ou Internamento é o local de permanência dos doentes a quem os cuidados de saúde não podem ser administrados em regime ambulatório.
Exemplo de lugares onde ocorrem internações são a UTI e o hospital psiquiátrico.